# Holger Simon Paulli

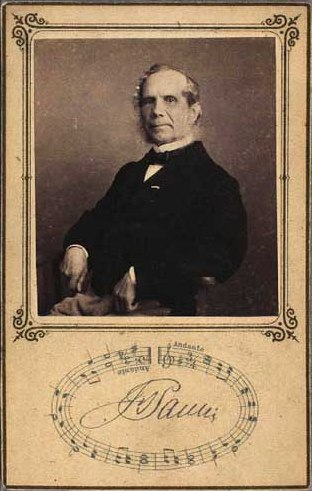
Holger Simon Paulli.

Holger Simon Paulli, född den 22 februari 1810 i Köpenhamn, död där den 23 december 1891, var en dansk musiker.
Paulli blev 1828 violinist i i sin hemstad i hovkapellet, 1849 konsertmästare och andre kapellmästare, och var 1864–1883 kapellmästare. Han dirigerade 1865–1870 Musikerforeningens och 1872–1877 Cæciliaforeningens konserter, samt var 1866–1891 (med professors titel) en av konservatoriets "bestyrere" och 1868–1891 ordförande i kammarmusikföreningen. Paulli komponerade, förutom tillfällighetsmusik och sånger, sångspelet Lodsen, tredje akten av baletten Napoli samt nio andra baletter, ibland vilka - bortsett från åtskilliga mindre arrangemang - i Stockholm gavs endast Blomsterfesten i Genzano (1887).

## Utmärkelser
- Riddare av Dannebrogorden,  1854[8]
- Dannebrogsmännens hederstecken,  1874[8]
- Kommendör av Dannebrogorden,  1878[9]

[Redigera Wikidata]